# اوستاکیو اسکاندون
اوستاکیو اسکاندون (اسپانیایی: Eustaquio Escandón‎; ۲۷ ژانویهٔ ۱۸۶۲ – ۱ ژانویهٔ ۱۹۳۳) چوگان‌باز اهل مکزیک بود.